# Bóng rổ tại Đại hội Thể thao Đông Nam Á 2007

Giải bóng rổ tại Đại hội Thể thao Đông Nam Á 2007 diễn ra từ ngày 7 đến ngày 13 tháng 12 năm 2007 với 2 nội dung thi đấu.

## Xếp hạng theo quốc gia
| Hạng | Đoàn        | Vàng | Bạc | Đồng | Tổng |
| ---- | ----------- | ---- | --- | ---- | ---- |
| 1    | Philippines | 1    | 0   | 1    | 2    |
| 1    | Malaysia    | 1    | 0   | 1    | 2    |
| 3    | Indonesia   | 0    | 1   | 0    | 1    |
| 3    | Thái Lan    | 0    | 1   | 0    | 1    |
| Tổng | Tổng        | 2    | 2   | 2    | 6    |

## Bảng huy chương
| Nội dung | Vàng        | Bạc       | Đồng        |          |
| -------- | ----------- | --------- | ----------- | -------- |
| Nam      | Philippines | Indonesia | Malaysia    | chi tiết |
| Nữ       | Malaysia    | Thái Lan  | Philippines | chi tiết |